# Fattigdom

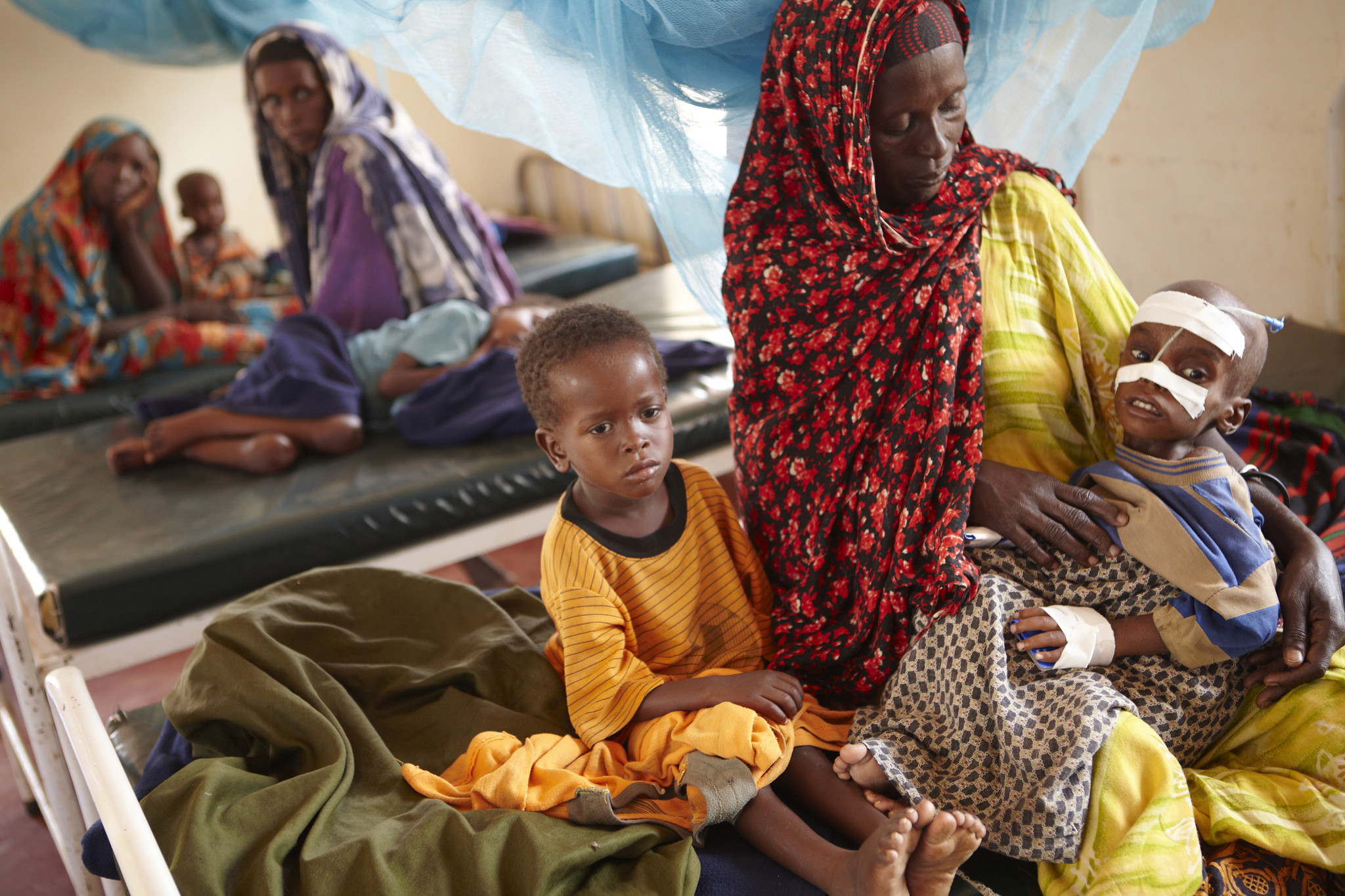
En mor med sitt undernärda barn på en klinik nära Dadaab, Kenya

Fattigdom eller armod är avsaknad av eller knapphet i resurser för en individ, grupp eller nation. Begreppet kan vara absolut eller relativt. Motsatsen till fattigdom är rikedom eller förmögenhet. Oftast avses ekonomisk eller monetär fattigdom, alltså låga eller icke-existerande inkomster eller ekonomiska tillgångar. Begreppet fattigdom används dock även för avsaknad av livsmöjligheter, då ofta som ett resultat av brist på kulturellt kapital, formell utbildning, kulturellt sanktionerad allmänbildning och i sammanhang såsom andlig fattigdom. Fattiga människor är inte sällan också hemlösa.

## Skillnaden mellan absolut och relativ fattigdom
En vanlig indelning av fattigdom är i absolut och relativ fattigdom.

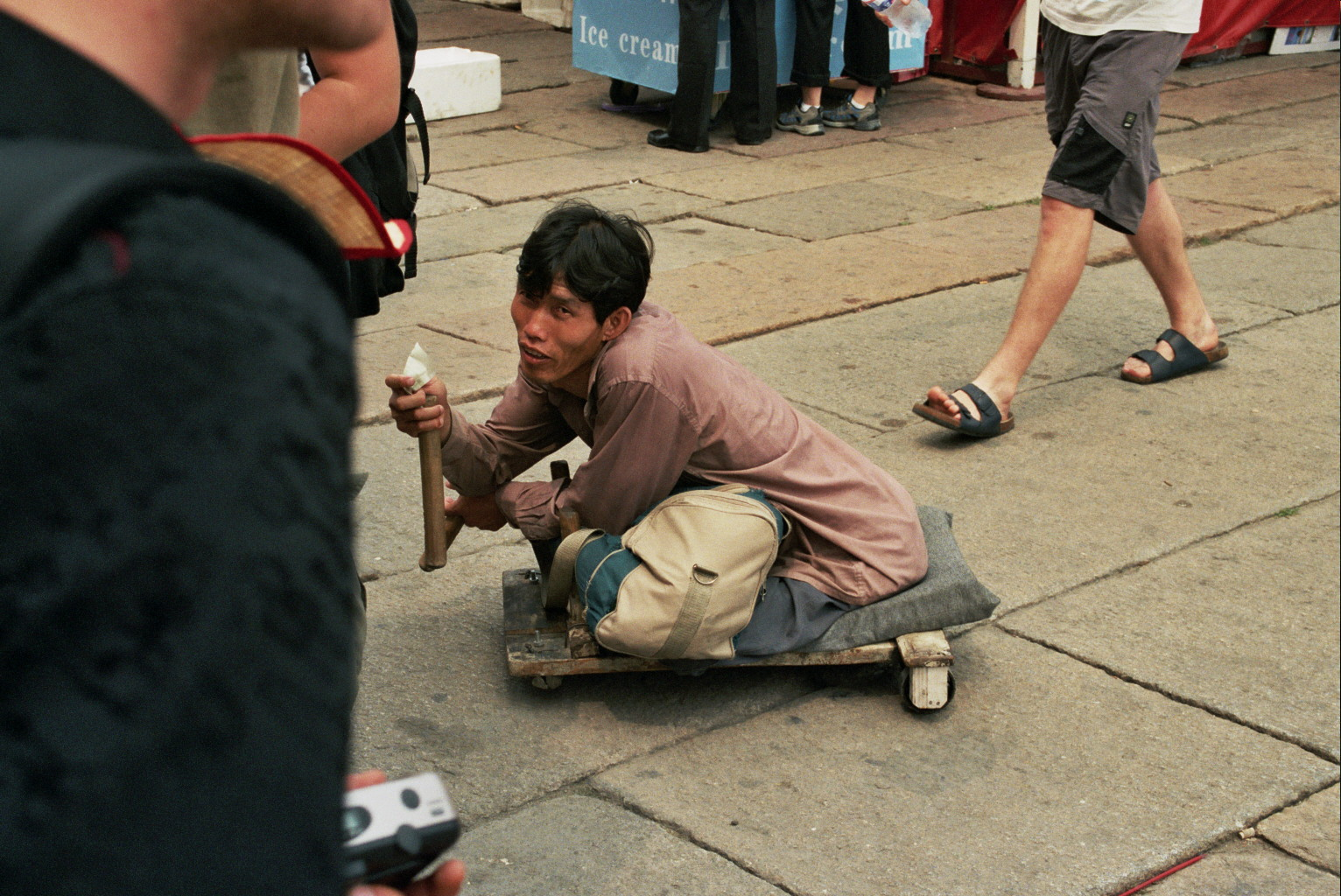
En handikappad man tigger på gatorna i Beijing, Kina.

Absolut fattigdom avser inkomster eller tillgångar under en viss bestämd, men godtycklig, alltså uppskattad och eller påhittad nivå. En vanlig sådan definition som används av bland annat FN är en dagsinkomst understigande 1.90 dollar.
Relativ fattigdom ser till skillnaderna mellan olika grupper eller genomsnittsindivider i ett samhälle. Genom att använda begreppet relativ fattigdom blir det lättare att uppskatta den fattigdom som inte direkt berör en svältgräns, men även hur fattigdomen i ett samhälle utvecklas; trots att medborgarnas absoluta fattigdom minskar, kan den relativa fattigdomen öka, genom exempelvis större löneskillnader något som kan mätas genom en jämförelse mellan olika inkomstgrupper.

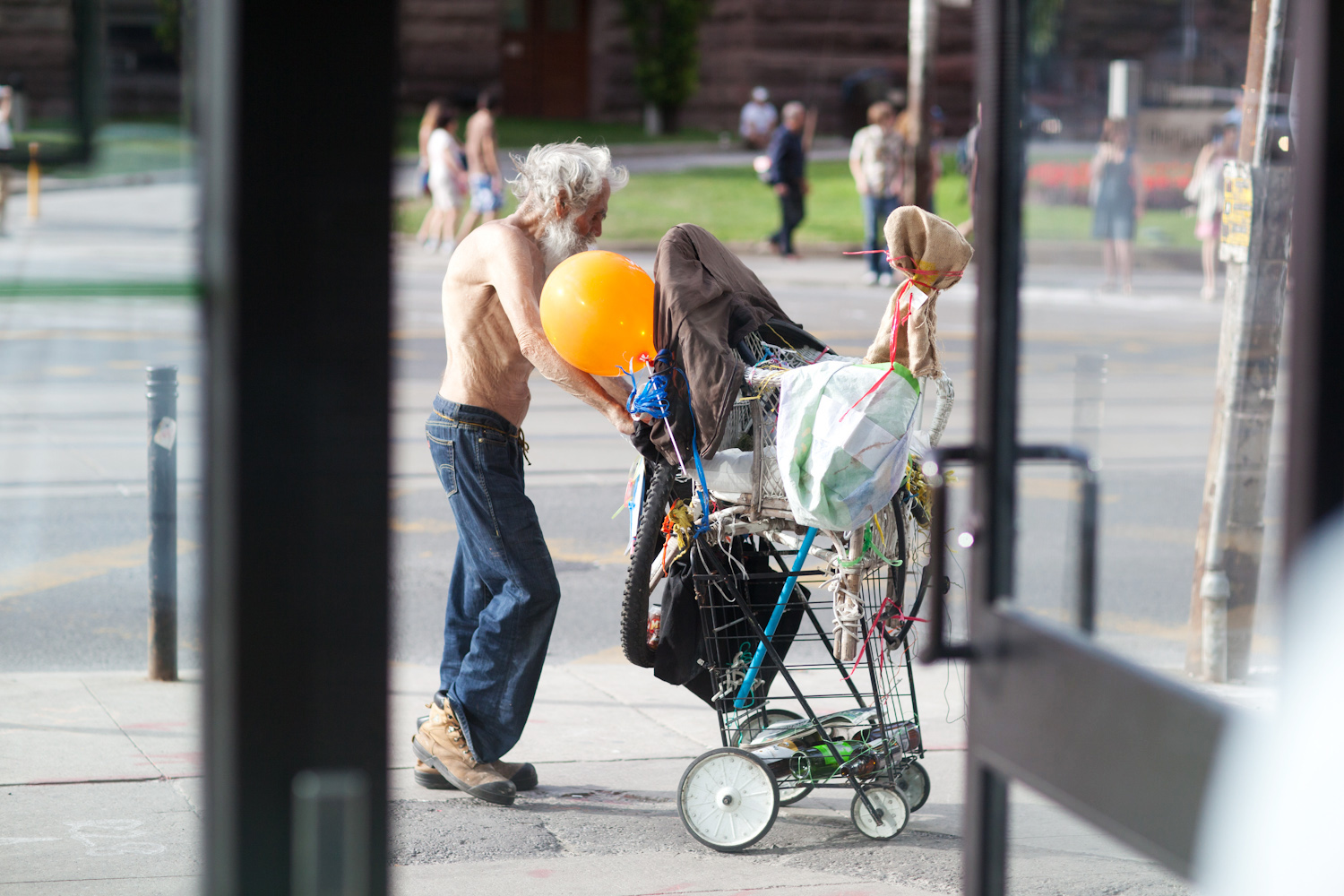
En hemlös man i Toronto, Kanada;

Att mäta på det här viset säger mer om den faktiska köpkraften, alltså vad som går att köpa för pengarna.

## Fattigdom i EU
EU definierar allvarlig materiell och social fattigdom som att inte ha råd med en viss levnadsstandard eller kan delta i sociala aktiviteter som kostar pengar. En individ eller ett hushåll betraktas leva i allvarlig materiell och social fattigdom om de inte har råd med sju eller fler av 13 utpekade poster:
1. Saknar kontantmarginal
2. Har kommit efter med betalningar

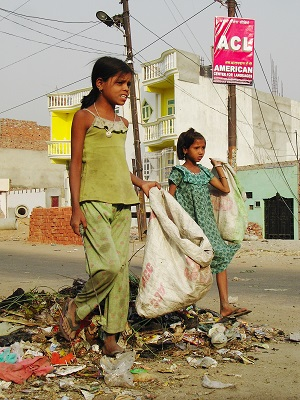
Skräpplockare i Lucknow, Indien.

3. Har inte råd att ha det tillräckligt varmt i bostaden
4. Har inte råd med internet i bostaden
5. Har inte råd att laga en måltid med kött, kyckling, fisk eller vegetariskt alternativ varannan dag
6. Har inte råd med två par skor, inklusive vinterskor
7. Har inte råd med nya kläder
8. Har inte råd att ersätta utslitna möbler
9. Har inte råd att träffa vänner/släkt för att fika eller äta middag minst en gång i månaden
10. Har inte råd att regelbundet delta i någon fritidsaktivitet
11. Har inte råd att varje vecka spendera en mindre summa på sig själv
12. Har inte råd att åka på en veckas semester per år
13. Har inte råd med bil

Den som inte har råd med utgifterna för minst fem av de 13 utpekade posterna anses leva i materiell och social fattigdom.

## Fattigdom i Sverige
Det finns ingen officiell definition av fattigdom i Sverige. Olika definitioner används, beroende på avsändare och syfte. Det så kallade existensminimum används som gräns för när man är berättigad till försörjningsstöd, i dagligt tal kallat socialbidrag. Försäkringskassan har en komplicerad uppsättning regler som används för att beräkna vilka som är berättigade till bostadsbidrag.
SCB definierar "ekonomiskt utsatta hushåll" som de som inte klarar av de löpande utgifterna eller en plötslig oförutsedd utgift på 15 000 kronor som skall betalas inom 1 månad.
Swedbank har mätt hur stor andel av hushållen som inte klarar av att hantera en oförutsedd utgift på 10 000:-, men även nivåer på både 30 000:- och 3 000:- har använts. Swedbank har även mätt andelen hushåll vars inkomster till 80% eller mer består av bidrag.
LO har använt nivån 8 000:- vilket utgör en fjärdedel av arbetarna, medan Vänsterpartiet har argumenterad utifrån definitionen "60% av medianinkomsten", med denna definition är var fjärde ensamstående "fattig".
Vad gäller äldre (65 år eller äldre) är andelen svenskar i allvarlig materiell och social fattigdom 0,7%, och andel i materiell och social fattigdom 1,6 %, vilket tillsammans är 45 000 personer. Andelen som lever i risk för materiell och social fattigdom är 12,9 %, vilket sammantaget är 325 000 personer.

## Frivilligt avståndstagande från privat egendom
I religiösa sammanhang förekommer begreppet fattigdomslöfte som munkar och nunnor avger när de går i kloster. Det innebär ett avståndstagande från såväl stora delar personligt ägande som privategendom, det vill säga alla ägodelar i klostret tillhör gruppen, inte individen.

## Se även

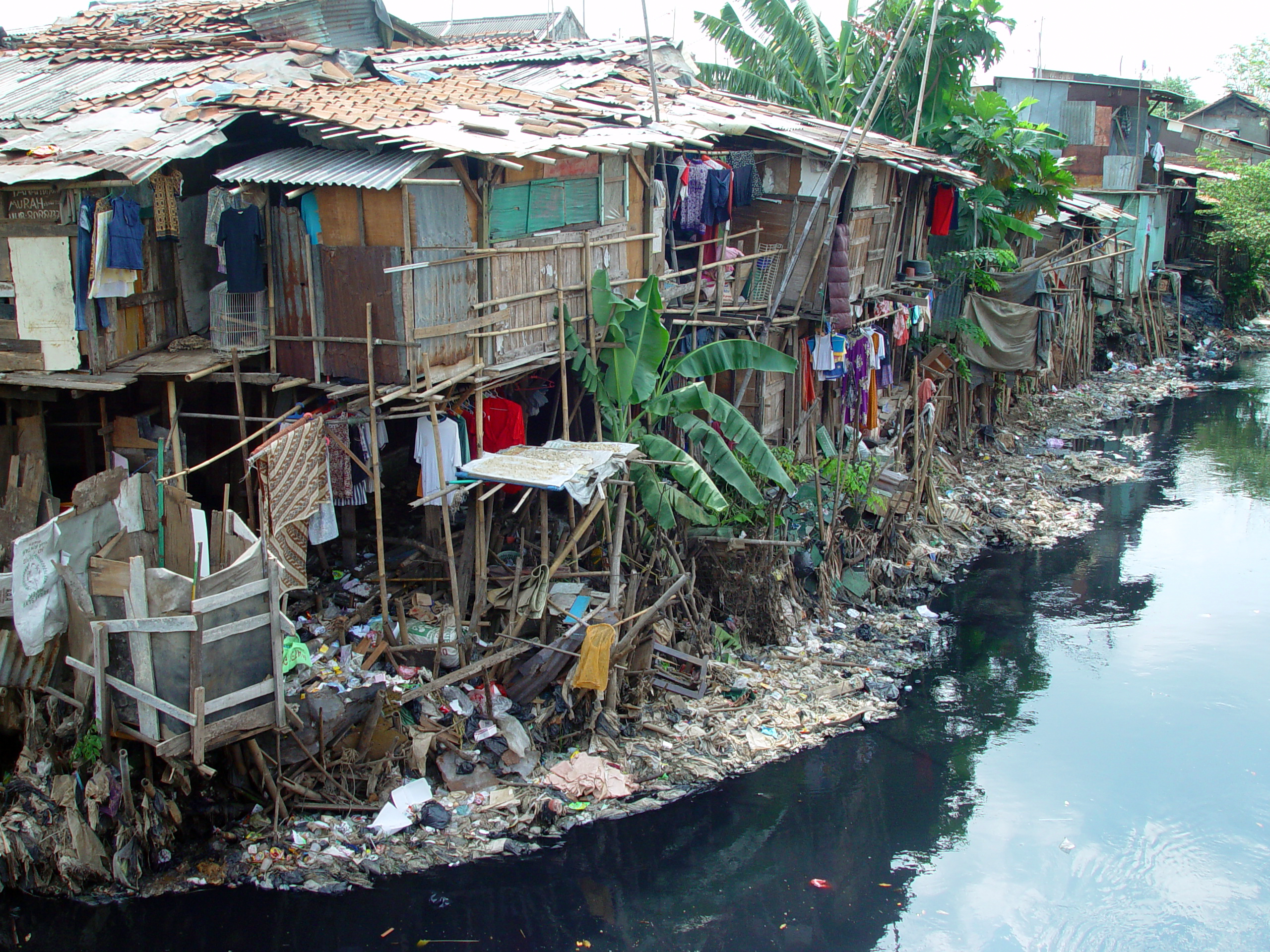
Ett exempel på urbanfattigdom i ett slumområde i Jakarta i Indonesien.